# Lux Aeterna (chanson)
Pour les articles homonymes, voir Lux Aeterna.
Pistes de Requiem for a Dream
Meltdown
(31) Coney Island Low
(33)
Lux Aeterna (parfois Lux Æterna) est une chanson composée par Clint Mansell et interprétée par le Kronos Quartet. Elle est le leitmotiv du film Requiem for a Dream (2000).

## Dans la culture populaire
La chanson connaît un grand succès dans la culture populaire. Elle est utilisée régulièrement dans des bandes-annonces de films, tels Sunshine, et a été l'objet de plusieurs remixes et remakes.
Une version pour orchestre, avec une chorale, a été réalisée pour la bande annonce du film Le Seigneur des anneaux : Les Deux Tours. Cette version a été intégrée à l'album Requiem for a Tower (en).